# Jindřichův Hradec II
Jindřichův Hradec II, Pražské Předměstí (německy Prager Vorstadt) je část města Jindřichův Hradec v okrese Jindřichův Hradec v Jihočeském kraji. Nachází se na severovýchodě Jindřichova Hradce a leží zde především nádraží, sídliště U Nádraží, sídliště Pod Kasárny a sídliště Vajgar-sever. Jindřichův Hradec II leží v katastrálním území Jindřichův Hradec o výměře 15,8 km².

## Historie
Jindřichův Hradec II byl osadou města Jindřichův Hradec v letech 1900–1920. Znovu se jí stal 1. ledna 1980.

## Obyvatelstvo
| Rok            | 1869 | 1880 | 1890 | 1900  | 1910  | 1921 | 1930  | 1950 | 1961 | 1970 | 1980  | 1991  | 2001  | 2011  | 2021  |
| -------------- | ---- | ---- | ---- | ----- | ----- | ---- | ----- | ---- | ---- | ---- | ----- | ----- | ----- | ----- | ----- |
| Počet obyvatel | 0    | 0    | 0    | 2 444 | 2 929 | 0    | 4 681 | 0    | 0    | 0    | 7 085 | 6 312 | 5 993 | 5 773 | 5 579 |
| Počet domů     | 0    | 0    | 0    | 193   | 240   | 306  | 532   | 0    | 0    | 0    | 977   | 1 017 | 1 050 | 1 137 | 1 159 |